# Euphorbia megalocarpa
Euphorbia megalocarpa är en törelväxtart som beskrevs av Karl Heinz Rechinger. Euphorbia megalocarpa ingår i släktet törlar, och familjen törelväxter.
Artens utbredningsområde är Afghanistan. Inga underarter finns listade i Catalogue of Life.